# Dyé
Dyé – miejscowość i gmina we Francji, w regionie Burgundia-Franche-Comté, w departamencie Yonne.
Według danych na rok 1990 gminę zamieszkiwało 151 osób, a gęstość zaludnienia wynosiła 9 osób/km² (wśród 2044 gmin Burgundii Dyé plasuje się na 760. miejscu pod względem liczby ludności, natomiast pod względem powierzchni na miejscu 562.).